# Frederic W. H. Myers
Frederic William Henry Myers (6 de febrero de 1843 - 17 de enero de 1901) fue un poeta británico, clasicista, filólogo y fundador de la Society for Psychical Research.

## Trayectoria
El trabajo de Myers sobre investigación psíquica y sus ideas sobre un "yo subliminal" fueron influyentes en su época, pero no han sido aceptadas por la comunidad científica. Sin embargo, en 2007, un equipo de científicos cognitivos de la facultad de medicina de la Universidad de Virginia, dirigido por Edward F. Kelly, publicó un importante trabajo empírico-teórico, Irreducible Mind, en el que cita varias pruebas empíricas que, en su opinión, corroboran ampliamente la concepción de Myer del yo humano y su supervivencia de la muerte corporal.

## Bibliografía

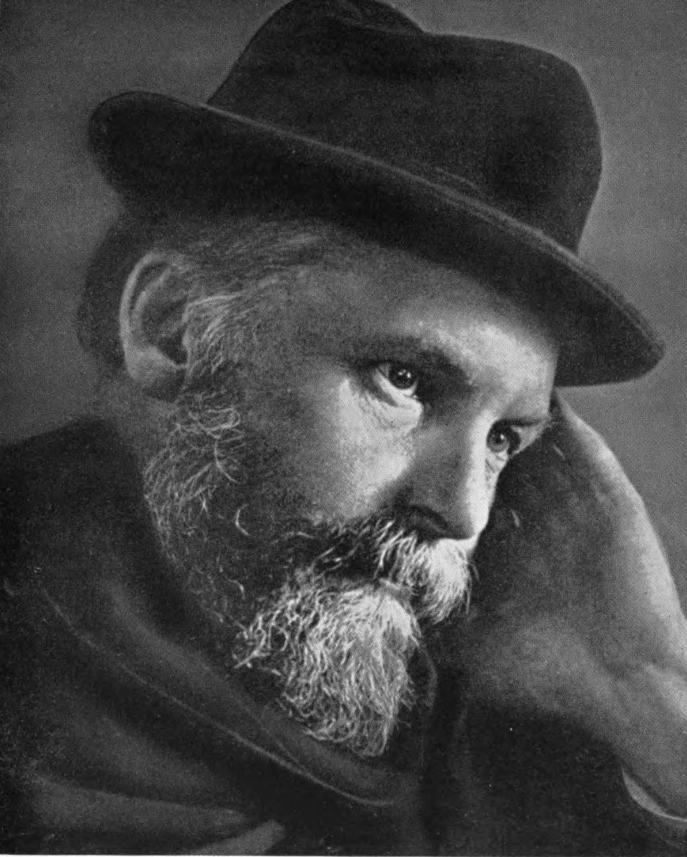
Myers en 1950.

## Publicaciones
- The Renewal of Youth, and Other Poems (1882)
- Phantasms of the Living: Volume 1 (1886)
- Phantasms of the Living: Volume 2 (1886)
- Science and a Future Life: With Other Essays (1893)
- Human Personality and Its Survival of Bodily Death: Volume 1 (1903)
- Human Personality and Its Survival of Bodily Death: Volume 2 (1903)